# Rotte
Rotte (en alemán) o Rota (en ruso: Рота) es una unidad de infantería o unidad de caballería. En Polonia se conocía cada vez más desde el siglo XVI por el nombre alternativo de Chorągiew.
Después de aproximadamente 1630, el término fue utilizado para describir un grupo de 6-10 soldados en formaciones (especialmente infantería) en el ejército polaco reunidos como los modelos extranjeros.
Este término es usado en el ejército búlgaro, el ejército checo, el ejército eslovaco, y el ejército ruso.